# François Bordes (archiviste)
Pour les articles homonymes, voir François Bordes et Bordes.
François Bordes, né le 29 octobre 1953 à Mont-de-Marsan, est un archiviste et historien français. 
Il a exercé son métier d'archiviste dans plusieurs institutions avant de devenir inspecteur général des patrimoines.

## Biographie
Né à Mont-de-Marsan, le 29 octobre 1953, après des études secondaires au lycée Victor-Duruy à Mont-de-Marsan, il entre à l'École des chartes en 1974 où il obtient en 1978 le diplôme d'archiviste paléographe[réf. nécessaire]. La thèse qu'il soutient alors a pour titre : Recherches sur la sorcellerie dans le Béarn, les Landes et le Labourd sous l'Ancien Régime.
Il est nommé conservateur aux Archives d'outre-mer à Aix-en-Provence, où il reste pendant douze ans. Durant cette période, il participe notamment à la création de l'association des Amis des Archives d'Outre-Mer (AMAROM) et à la naissance de la revue Ultramarines. Il y commence aussi une politique de valorisation des archives par des expositions comme L'automobile à la conquête de l'Afrique.
En juin 1990, il devient directeur des Archives départementales de la Dordogne. Il gère le chantier de construction du nouveau bâtiment des Archives jusqu'à son ouverture en décembre 1991. Pendant sept ans, il y réalise de nombreuses expositions et publications  et crée la revue Mémoire de la Dordogne ainsi que la collection Archives en Dordogne. Études et documents[réf. nécessaire].
En janvier 1998, il est nommé directeur des Archives municipales de Toulouse, poste qu'il occupe pendant 18 ans. Il est commissaire de plus d'une vingtaine d'expositions, dont les plus importantes ont été installées au réfectoire des Jacobins de Toulouse (Toulouse, parcelles de mémoire en 2005, Toulouse, capitale de l'exil républicain espagnol en 2011 et Toulouse en vue(s) en 2015) ou à l'Espace Bazacle-EDF (Germaine Chaumel, femme photographe en 2012). Il coordonne en 2007-2008 le projet européen Memurbis, développé en partenariat avec les villes d'Elche (Espagne) et de Coïmbra (Portugal). Il crée en 2008 la collection « Sources de l'histoire de Toulouse ».
Il soutient en 2007 un doctorat en histoire médiévale à l'Université de Toulouse-Le Mirail (sous la direction de Michelle Fournié) : Formes et enjeux d’une mémoire urbaine au bas Moyen Âge : le premier Livre des Histoires de Toulouse (1295-1533). Il obtient une mention très favorable, avec félicitations du jury[réf. nécessaire].
En avril 2016, il intègre le collège Archives de l'Inspection des patrimoines, au ministère de la culture,. Il y reste jusqu'au 1er février 2019, date à laquelle il fait valoir ses droits à la retraite.

## Publications

### Histoire de la sorcellerie
- 1999 : Sorciers et sorcières. Procès de sorcellerie en Gascogne et Pays basque, Toulouse, Éditions Privat,  (ISBN 978-2708986343) ; traduit en espagnol : Brujos y brujas : procesos de brujería en Gascuña y en el País Vasco, traducido del francés y anotado por Ramón García Pradas, Madrid, Ed. Jaguar, 2006

### Histoire médiévale de Toulouse
- Formes et enjeux d’une mémoire urbaine au bas Moyen Âge : le premier Livre des Histoires de Toulouse (1295-1533), thèse de doctorat en histoire médiévale sous la direction de Michelle Fournié, Université de Toulouse-Le Mirail, 5 vol.

### Histoire de la photographie à Toulouse
- Encyclopédie historique de la photographie à Toulouse (1839-1914), Toulouse, Éditions Privat, 580 p. (prix Georges-Mailhos de l’Académie du Languedoc)[Quand ?]
- Encyclopédie historique de la photographie à Toulouse (1914-1974), Toulouse, Éditions Privat, 423 p.[Quand ?]

### Autres
- 2017 : Raymond Vanier, journal d'un pilote de guerre (1914-1918), Toulouse, Nouvelles éditions Loubatières.